# 英仙座V480
英仙座V480，又名BD+56 718，HD 17378、SAO 23637、HR 825，是英仙座的一颗恒星，视星等为6.25，位于銀經138.47，銀緯-2.18，其B1900.0坐标为赤經2h 42m 7.7s，赤緯+56° -2.18′ 1″。